# 潘檉章
潘檉章（1626年—1663年），字聖木，號力田，吳江平望鎮溪港人，清代史学家。

## 生平
十五歲補縣學生員，是周道登之姻戚，與吳炎、朱鶴齡友好。明亡後，隱居故里，用功讀書，尤精於史學，著《國史考異》、《松陵文獻》。早岁曾与吴炎加入“惊隐诗社”，遂与顾炎武等订交，后潘耒亦藉此关系入顾氏门墙。清康熙二年（1663年）二月，浙江南潯莊廷鑨明史案发，與吳炎遭逮捕，明史稿被焚。同年六月，被凌遲於杭州弼教坊，妻沈氏流放至廣寧（遼寧省北鎮縣），中途流產，沈氏服藥自殺。顧炎武寫《書吳潘二子事》紀念他與吳炎。
著有《國史考異》、《松陵文獻》等。殁后《松陵文獻》多有散佚，残稿由其弟潘耒編成《松陵文獻》。“惊隐诗社”亦随着潘吴二人的逝世而没落。